# Dante Lavelli
Pro Football Hall of Fame 1975
(en) Statistiques sur pro-football-reference
Dante Bert Joseph Lavelli, né le 23 février 1923 à Hudson, dans l'Ohio et mort le 20 janvier 2009 à Cleveland, également dans l'Ohio, est un Américain, joueur professionnel de football américain qui a joué pour les Browns de Cleveland dans l'All-America Football Conference (AAFC) et la National Football League (NFL) de 1946 à 1956. Aux côtés du quarterback Otto Graham, du fullback Marion Motley, du kicker Lou Groza et de son compagnon de réception Mac Speedie (en), Lavelli faisait partie intégrante d'une équipe des Browns qui a remporté sept championnats au cours de sa carrière de onze saisons. Lavelli était connu pour ses mains sûres et ses improvisations sur le terrain.
Lavelli a grandi à Hudson, dans l'Ohio, et a joué au football américain, au baseball et au basket-ball dans son école secondaire locale. Après avoir obtenu son diplôme, il s'est inscrit à l'université d'État de l'Ohio, où il n'a joué qu'une poignée de matchs avant d'être appelé sous les drapeaux de l'armée américaine pendant la Seconde Guerre mondiale. De retour en 1945 après avoir servi en Europe, il rejoint les Browns lors de la toute première saison de l'équipe au sein de l'AAFC. Aidés par le jeu de Lavelli, les Browns ont remporté chacun des championnats de l'AAFC avant que la ligue ne soit dissoute en 1949 et que l'équipe ne soit absorbée par la NFL. Cleveland a continué à réussir dans la NFL, remportant des championnats en 1950, 1954 et 1955. Lavelli, qui a contribué à la création de la National Football League Players Association vers la fin de sa carrière, a pris sa retraite après la saison 1956.
Après sa retraite du football, Lavelli a occupé divers postes d'entraîneur et de recruteur et a été actif dans les affaires des anciens de la NFL. Il a également dirigé un magasin de meubles à Rocky River, dans l'Ohio. Il a été élu au Pro Football Hall of Fame en 1975. Il est décédé dans un hôpital de Cleveland en 2009.

## Jeunesse
Lavelli est née et a grandi à Hudson, dans l'Ohio, une petite ville du nord-est de l'État. Ses deux parents étaient des immigrants italiens. Son père, Angelo Lavelli, était forgeron et fabriquait des fers pour les chevaux dans les fermes voisines. Enfant, il s'entraînait à attraper en lançant des balles de baseball contre les murs et en essayant de les attraper lorsqu'elles rebondissaient. Il aimait que ses amis lui lancent des balles de ping-pong pour voir s'il pouvait les attraper.
Lavelli s'est fait remarquer comme running back au lycée Hudson et a développé un jeu de mains fiable. L'équipe de football américain de Lavelli, les High Explorers d'Hudson, a connu trois saisons invaincues et a remporté trois championnats de comté. Il a également joué au baseball et au basket-ball au lycée.
L'université Notre Dame a offert à Lavelli une bourse d'études et il s'est engagé à la fréquenter. Cependant, après avoir rencontré par hasard Eddie Prokop (en), un bon running back qui jouait pour Notre Dame, Lavelli a été convaincu de chercher ailleurs. « Si Eddie Prokop était un joueur de [cinquième corde], je n'étais pas du genre à m'asseoir sur le banc de quelqu'un », a-t-il déclaré plus tard. Lavelli s'est inscrit à l'université d'État de l'Ohio en 1941 après avoir appris que Paul Brown avait été nommé nouvel entraîneur de l'équipe de football américain, les Buckeyes. Brown s'était forgé une solide réputation en tant qu'entraîneur de la Massillon Washington High School à Massillon, dans l'Ohio, où il n'avait perdu que huit matchs en neuf ans. Sa capacité à attraper la balle avait fait de Lavelli un joueur de champ vedette au lycée, et les Tigers de Détroit de la Major League Baseball l'avaient recruté pour jouer en deuxième base dans les ligues mineures inférieures. Il a refusé l'invitation, préférant se concentrer sur le football américain.

## Carrière universitaire et service militaire
À son arrivée à Ohio State, Lavelli a partagé sa chambre avec Les Horvath (en) et Don McCafferty (en) et a joué dans l'équipe de première année sous la direction de l'entraîneur Trevor Rees. Brown change le poste de Lavelli, de running back à end (le poste est maintenant appelé wide receiver). Son temps de jeu avec l'équipe de football est cependant limité en raison d'une blessure. En 1942, alors qu'il était sophomore, il est devenu un joueur de première ligne, mais il était victime de douleurs musculaires et a dû s'absenter pour le premier match de la saison contre une équipe militaire de Fort Knox. Il s'est remis pour le troisième match de la saison et est titularisé dans un match contre les Trojans de l'université de Californie du Sud. Lavelli fut cependant frappé au genou alors qu'il cherchait à faire une passe vers la fin du match et se cassa un os. Il a été mis sur la touche pour le reste de la saison. Les Buckeyes ont remporté le championnat national de football américain universitaire cette année-là,.
Après la saison 1942, Lavelli est appelé sous les drapeaux par l'armée américaine alors que l'engagement américain dans la Seconde Guerre mondiale s'intensifie. Après une formation de base et plusieurs autres cours spécialisés sur les attaques terre-mer, il est envoyé avec la 28e division d'infanterie pour combattre sur le théâtre européen,,. Sa division débarque sur la plage d'Omaha, qui fait partie de l'invasion alliée de la France occupée par l'Allemagne en 1944. Il a participé avec les forces américaines à l'offensive allemande de la Bataille des Ardennes et au siège de Bastogne plus tard la même année. Un membre sur cinq de sa division a été tué au combat.

## Carrière professionnelle
À son retour de la guerre, Lavelli se voit à nouveau offrir la possibilité de jouer au baseball avec les Tigers. Il a assisté à un match, fin 1945, entre les Giants de New York et les Redskins de Washington et a remarqué qu'un ancien coéquipier des Buckeyes, Sam Fox, était le wide receiver des Giants. « Je me suis dit que s'il pouvait réussir, moi aussi », a déclaré Lavelli plus tard. Lorsque Paul Brown lui a offert la possibilité de jouer dans une nouvelle équipe professionnelle qu'il entraînait à l'All-America Football Conference (AAFC) en 1946, Lavelli a sauté sur l'occasion. Il a reçu une prime de 500 $ pour avoir signé avec cette équipe, appelée les Browns de Cleveland.
Lavelli a participé au premier camp d'entraînement des Browns en 1946. La compétition était féroce pour obtenir une place dans l'équipe, mais Lavelli a été l'un des hommes qui ont réussi. Il affronte un certain nombre de vétérans de la NFL et d'anciennes étoiles universitaires. « Le match le plus difficile que j'ai jamais joué a été la première mêlée intra-équipe », a-t-il déclaré plus tard. « Personne ne s'est parlé pendant deux jours ». Il a rejoint une équipe d'attaque qui comprenait le quarterback Otto Graham, le fullback Marion Motley, le kicker Lou Groza et le wide receiver Mac Speedie (en). Lavelli est rapidement devenu le meilleur récepteur de Graham et a mené l'AAFC à la réception en tant que rookie avec 40 réceptions et 843 yards. Les Browns ont atteint le championnat de la ligue cette saison-là, et Lavelli a marqué le touchdown décisif lors d'une victoire 14-9 sur les Yankees de New York. Cette victoire « ne signifiait pas grand-chose à l'époque, mais au fil du temps, elle se construit », a déclaré Lavelli en 2008.
Les Browns ont de nouveau remporté le championnat de l'AAFC en 1947. Lavelli a terminé deuxième de la ligue en réceptions derrière son coéquipier Speedie. Lavelli et Speedie ont tous deux été nommés dans l'équipe All-AAFC, comme ils l'avaient déjà été en 1946. Lavelli s'est cassé la jambe lors d'un match de pré-saison en 1948 et est resté sur le banc pendant sept semaines. Il est revenu plus tard dans l'année et a aidé Cleveland à terminer une saison parfaite, en attrapant une passe de touchdown lors d'une victoire 31-21 contre les Dodgers de Brooklyn dans le match de championnat. Lors d'un match contre les Dons de Los Angeles l'année suivante, Lavelli a réussi quatre touchdowns et 209 yards en réception, un record pour l'AAFC. En 1949, Cleveland remporte le championnat de l'AAFC pour la quatrième année consécutive. La ligue est dissoute avant la saison 1950 et trois de ses équipes, dont les Browns, ont été absorbées par la National Football League (NFL), plus établie. Lavelli était le leader de tous les temps de l'AAFC en termes de yards par prise et le deuxième en termes de yards de réception derrière Speedie.
Alors que les Browns gagnent dans l'AAFC, Lavelli poursuit ses études à l'université d'État de l'Ohio entre les saisons et obtient son diplôme en 1949. Cette année-là, il épouse Joy Wright, de Brecksville, dans l'Ohio.
Lorsque Cleveland entre dans la NFL en 1950, des questions subsistent quant à la capacité de l'équipe à maintenir sa domination initiale. Les Browns, cependant, ont commencé la saison en battant les champions en titre de la NFL, les Eagles de Philadelphie. Dante Lavelli se souvient : « Le match que je n'oublierai jamais est le premier match que nous avons joué dans la NFL. Nous avons battu les Eagles de Philadelphie, 35-10. Nous sommes rentrés à Cleveland le lendemain et nous étions attendions avec impatience, ce dont nous pouvions être fiers. La presse a demandé à Bert Bell, commissaire de la NFL, ce qu'il pensait de ce match. « Les Browns sont le meilleur club de football que j'ai jamais vu » a-t-il dit », a-t-il déclaré.
L'équipe a terminé avec un bilan de 10-2 en saison régulière et a atteint le match de championnat après avoir remporté un match de barrage contre les Giants de New York. En championnat, contre les Rams de Los Angeles, Lavelli a reçu onze passes - un record pour un match pour le titre - et deux réceptions de touchdown. Les Browns ont remporté le match 30-28.
Cleveland atteint le match de championnat de la NFL l'année suivante, mais s'incline face aux Rams. Les saisons 1952 et 1953 ont suivi un schéma similaire : les Browns ont atteint le match de championnat mais ont perdu les deux fois contre les Lions de Détroit. Lavelli a été nommé au Pro Bowl en 1951 et 1953. Il est septième dans la NFL pour le nombre de yards reçues en 1951, avec 586. Il a gagné 783 yards réceptrices en 1953, soit le cinquième total le plus élevé de la ligue.
Au fil des ans, Lavelli a acquis la réputation de faire de grands jeux au moment où ils comptent le plus, comme il l'avait fait avec sa réception de touchdown lors du premier match de championnat des Browns en 1946. Il a été surnommé « Mr. Clutch » dans un rapport de reconnaissance des Steelers de Pittsburgh, bien que « Gluefingers » - un nom qui lui a été attribué par le présentateur des Browns, Bob Neal - ait été plus largement utilisé. Il s'entraînait inlassablement avec Graham pour affiner les parcours et n'avait pas peur de courir au milieu, où il risquait de se faire pilonner par les défenseurs lorsque le ballon arrivait dans sa direction. « Dante était le meilleur gars pour attraper une balle dans une foule que j'ai jamais vu », a dit un jour Brown. Entre autres innovations, lui et Graham ont également maîtrisé les schémas de lignes de touche à une époque où peu d'équipes les utilisaient.
Les Browns ont remporté un autre championnat en 1954, en partie grâce à une solide performance de Lavelli en saison régulière. Lavelli a mené l'équipe en réceptions cette année-là et a retrouvé le Pro Bowl après que les Browns ont battu les Lions pour leur deuxième titre de la NFL. Un troisième championnat de la NFL a suivi en 1955. Lors du match de championnat contre les Rams, Lavelli a attrapé un touchdown au deuxième quart-temps et a marqué une deuxième fois sur une passe de cinquante yards juste avant la fin de la première mi-temps. Les Browns l'emportent 38 à 14.
Lavelli avait initialement prévu de prendre sa retraite en 1955, mais il est revenu pour une dernière année en 1956, lorsque les Browns ont affiché un record de 5-7, la toute première saison négative de l'équipe. En onze ans de carrière, Lavelli a attrapé 386 passes pour 6 488 yards et 62 touchdowns. Il était un receveur confiant, comme l'ont dit ses anciens coéquipiers les années suivantes. On l'entendait souvent appeler Graham pour qu'il lui lance le ballon pendant qu'il courait. Il était également connu pour sa capacité à improviser sur le terrain. Lors d'un match de 1955 contre les Eagles dans des conditions glissantes, il a attrapé le touchdown gagnant à moins d'une minute de la fin en se balançant autour du poteau de but avec son bras pour s'ouvrir.
Au cours de sa carrière chez les Browns, Lavelli a participé à la création de la National Football League Players Association. Le concept d'un syndicat représentant les joueurs dans les affaires de la ligue a vu le jour dans le sous-sol de Lavelli en 1954. Lavelli et deux de ses coéquipiers, Abe Gibron et George Ratterman (en), se réunissaient tous les mercredis pour discuter de l'union. Ils ont demandé l'aide de Creighton Miller, un avocat de Cleveland et ancienne star de Notre Dame qui avait brièvement travaillé comme entraîneur assistant avec les Browns. Le syndicat a été fondé lors d'une réunion avant le match de championnat de la NFL en 1956,. L'année suivante, les joueurs ont reçu cinquante dollars par match d'exhibition, un salaire minimum de cinq mille dollars, une indemnité de blessure et des soins médicaux. Le syndicat est aujourd'hui le principal représentant des joueurs dans les négociations et les conflits de travail avec la NFL.

## Vie privée
Après avoir pris sa retraite du football, Lavelli a dirigé une entreprise d'électroménager dans la partie ouest de Cleveland. De 1961 à 1963, il a été l'assistant de Graham, qui entraînait les stars de l'université lors du Chicago College All-Star Game (en). Lavelli a également été entraîneur adjoint des Browns et recruteur des Bears de Chicago. Il a ensuite été propriétaire d'un magasin de meubles à Rocky River, dans l'Ohio, et avait investi dans deux pistes de bowling. Il a participé à la fondation de l'association des anciens de la NFL, une organisation caritative,.
Lavelli a été élu au Pro Football Hall of Fame en 1975, rejoignant ses anciens coéquipiers Graham, Motley et Groza et l'entraîneur Paul Brown. Plus tard dans sa vie, il a joué au golf et participé à des événements organisés par les anciens de la NFL, et a fait pression pour que la NFL reconnaisse ses statistiques et celles des autres joueurs de l'AAFC. La NFL a refusé d'intégrer les statistiques de l'AAFC dans les siennes lorsque la ligue s'est dissoute et que les Browns ont intégré la NFL, contrairement à la reconnaissance par la NFL des statistiques de l'American Football League (AFL) à la suite de la fusion AFL-NFL. Lavelli a qualifié cette situation de « double standard ». Il est mort en 2009 à 85 ans à l'hôpital Fairview de Cleveland d'une insuffisance cardiaque congestive et d'infections de la vessie et des reins. Il est enterré au cimetière St. Mary's à Hudson, dans l'Ohio. Lui et sa femme Joy ont eu trois enfants, Lucinda, Edward et Lisa, ainsi que quatre petits-enfants, Aaron, Noah, Luke et Danielle. Le stade de Hudson High est nommé en son honneur.
La Akron Community Foundation a créé un fond de bourses d'études Dante Lavelli en 2010 pour aider les athlètes de Hudson High à payer leurs études universitaires.
« Il était l'un des meilleurs que j'ai jamais vu », a déclaré Willie Davis, un défenseur qui a joué pour les Browns peu après la retraite de Lavelli. « Il a créé le moule avec ses modèles de course et d'attrapage de la balle ». Après la mort de Lavelli, Graham a fait l'éloge de ses capacités et s'est souvenu de son empressement à mettre la main sur le ballon. « Il venait toujours dans le huddle et me disait qu'il était ouvert et que je devais lui lancer », a déclaré Graham. « Il ne disait pas ça pour être un « gros bonnet ». Il aimait juste jouer ». S'il était libre de quelques centimètres, il criait : « Otto, Otto ». « Souvent, quand j'étais coincé et que j'entendais cette voix, je la lançais dans sa direction et je redoutais qu'il ne la prenne pas. Il avait des mains fantastiques ». Il était également réputé pour ses prises dans des situations critiques, ce qui lui a valu le surnom de « Mr. Clutch ». « Lavelli avait l'une des paires de mains les plus fortes que j'ai jamais vues », a dit un jour Paul Brown, l'entraîneur des Browns, à son sujet. « Quand il montait pour une passe avec un défenseur, on pouvait presque toujours compter sur lui pour revenir avec le ballon ».

## Statistiques

### AAFC

#### Saison régulière
| Année          | Équipe              | MJ             |     | Courses | Courses | Courses | Courses |       | Passes réceptionnées | Passes réceptionnées | Passes réceptionnées | Passes réceptionnées |
| Année          | Équipe              | MJ             | Nb. | Yards   | Moy.    | TD      | Nb.     | Yards | Moy.                 | TD                   |                      |                      |
| 1946           | Browns de Cleveland | 14             | 1   | 14      | 14,0    | 0       | 40      | 843   | 21,1                 | 8                    |                      |                      |
| 1947           | Browns de Cleveland | 13             | 0   | 0       | 0,0     | 0       | 49      | 799   | 16,3                 | 9                    |                      |                      |
| 1948           | Browns de Cleveland | 8              | 1   | 9       | 9,0     | 0       | 25      | 463   | 18,5                 | 5                    |                      |                      |
| 1949           | Browns de Cleveland | 9              | 0   | 0       | 0,0     | 0       | 28      | 475   | 17,0                 | 7                    |                      |                      |
| Totaux en AAFC | Totaux en AAFC      | Totaux en AAFC | 2   | 23      | 11,5    | 0       | 142     | 2 580 | 18,1                 | 29                   |                      |                      |

#### Séries éliminatoires
| Année          | Équipe              | MJ             |     | Courses | Courses | Courses | Courses |       | Passes réceptionnées | Passes réceptionnées | Passes réceptionnées | Passes réceptionnées |
| Année          | Équipe              | MJ             | Nb. | Yards   | Moy.    | TD      | Nb.     | Yards | Moy.                 | TD                   |                      |                      |
| 1946           | Browns de Cleveland | 1              | 1   | -7      | -7,0    | 0       | 6       | 87    | 14,5                 | 1                    |                      |                      |
| 1947           | Browns de Cleveland | 1              | 0   | 0       | 0,0     | 0       | 3       | 37    | 12,3                 | 0                    |                      |                      |
| 1948           | Browns de Cleveland | 1              | 0   | 0       | 0,0     | 0       | 2       | 16    | 8,0                  | 0                    |                      |                      |
| 1949           | Browns de Cleveland | 2              | 0   | 0       | 0,0     | 0       | 9       | 152   | 16,9                 | 1                    |                      |                      |
| Totaux en AAFC | Totaux en AAFC      | Totaux en AAFC | 1   | -7      | -7,0    | 0       | 20      | 292   | 14,6                 | 2                    |                      |                      |

### NFL

#### Saison régulière
| Année              | Équipe              | MJ                 |     | Courses | Courses | Courses | Courses |       | Passes réceptionnées | Passes réceptionnées | Passes réceptionnées | Passes réceptionnées |
| Année              | Équipe              | MJ                 | Nb. | Yards   | Moy.    | TD      | Nb.     | Yards | Moy.                 | TD                   |                      |                      |
| 1950               | Browns de Cleveland | 12                 | 0   | 0       | 0,0     | 0       | 37      | 565   | 15,3                 | 5                    |                      |                      |
| 1951               | Browns de Cleveland | 12                 | 0   | 0       | 0,0     | 0       | 43      | 586   | 13,6                 | 6                    |                      |                      |
| 1952               | Browns de Cleveland | 8                  | 0   | 0       | 0,0     | 0       | 21      | 336   | 16,0                 | 4                    |                      |                      |
| 1953               | Browns de Cleveland | 12                 | 0   | 0       | 0,0     | 0       | 45      | 783   | 17,4                 | 6                    |                      |                      |
| 1954               | Browns de Cleveland | 12                 | 0   | 0       | 0,0     | 0       | 47      | 802   | 17,1                 | 7                    |                      |                      |
| 1955               | Browns de Cleveland | 12                 | 0   | 0       | 0,0     | 0       | 31      | 492   | 15,9                 | 4                    |                      |                      |
| 1956               | Browns de Cleveland | 11                 | 0   | 0       | 0,0     | 0       | 20      | 344   | 17,2                 | 1                    |                      |                      |
| Totaux en NFL      | Totaux en NFL       | Totaux en NFL      | 0   | 0       | 0,0     | 0       | 244     | 3 908 | 16,0                 | 33                   |                      |                      |
| Totaux en AAFC     | Totaux en AAFC      | Totaux en AAFC     | 2   | 23      | 11,5    | 0       | 142     | 2 580 | 18,1                 | 29                   |                      |                      |
| Totaux en carrière | Totaux en carrière  | Totaux en carrière | 2   | 23      | 11,5    | 0       | 386     | 6 488 | 16,8                 | 62                   |                      |                      |

#### Séries éliminatoires
| Année              | Équipe              | MJ                 |     | Courses | Courses | Courses | Courses |       | Passes réceptionnées | Passes réceptionnées | Passes réceptionnées | Passes réceptionnées |
| Année              | Équipe              | MJ                 | Nb. | Yards   | Moy.    | TD      | Nb.     | Yards | Moy.                 | TD                   |                      |                      |
| 1950               | Browns de Cleveland | 2                  | 0   | 0       | 0,0     | 0       | 13      | 163   | 12,5                 | 2                    |                      |                      |
| 1951               | Browns de Cleveland | 1                  | 0   | 0       | 0,0     | 0       | 4       | 65    | 16,3                 | 0                    |                      |                      |
| 1952               | Browns de Cleveland | 1                  | 0   | 0       | 0,0     | 0       | 4       | 33    | 8,3                  | 0                    |                      |                      |
| 1953               | Browns de Cleveland | 1                  | 0   | 0       | 0,0     | 0       | 1       | 13    | 13,0                 | 0                    |                      |                      |
| 1954               | Browns de Cleveland | 1                  | 0   | 0       | 0,0     | 0       | 1       | 6     | 6,0                  | 0                    |                      |                      |
| 1955               | Browns de Cleveland | 1                  | 0   | 0       | 0,0     | 0       | 3       | 95    | 31,7                 | 1                    |                      |                      |
| Totaux en NFL      | Totaux en NFL       | Totaux en NFL      | 0   | 0       | 0,0     | 0       | 26      | 375   | 14,4                 | 3                    |                      |                      |
| Totaux en AAFC     | Totaux en AAFC      | Totaux en AAFC     | 1   | -7      | -7,0    | 0       | 20      | 292   | 14,6                 | 2                    |                      |                      |
| Totaux en carrière | Totaux en carrière  | Totaux en carrière | 1   | -7      | -7,0    | 0       | 46      | 667   | 14,5                 | 5                    |                      |                      |

### Articles de journaux
1. 1 2 3  (en) Frank Litsky, « Dante Lavelli, Cleveland Browns Receiver Known as Gluefingers, Dies at 85. », sur www.webcitation.org, The New York Times, 21 janvier 2009 (consulté le 1er février 2020).
2. 1 2 3 4 5 6  (en) Terry Pluto, « Lavelli caught everything, but his family insists they received the most. », sur www.webcitation.org, The Plain Dealer, 24 janvier 2009 (consulté le 1er février 2020).
3. ↑  Bob Billings, « Dante Lavelli Recalls: THE GAME I"LL NEVER FORGET », Football Digest, vol. 4,‎ avril 1975, p. 56-60.
4. ↑  (en) « 1951 NFL Leaders and Leaderboards », sur www.webcitation.org, pro-football-reference.com (consulté le 1er février 2020).
5. ↑  (en) « 1953 NFL Leaders and Leaderboards », sur www.webcitation.org, pro-football-reference.com (consulté le 1er février 2020).
6. 1 2  « Herb's Archive - October 2003 », sur www.irishlegends.com (consulté le 1er février 2020).
7. ↑  (en) « About us. », sur www.webcitation.org, NFLPA (consulté le 1er février 2020).
8. ↑  Chuck Heaton, « Lavelli Aims to Add to Impressive Figures in Farewell Game With Cards », Cleveland Plain Dealer,‎ 14 décembre 1956, p. 55 :« Football will become but a memory for the 33-year-old veteran after Sunday afternoon when he returns to his west side appliance business. ».
9. ↑  (en) Associated Press, « College Stars, Packers Battle », sur news.google.com, Eugene Register-Guard, 26 septembre 1982 (consulté le 1er février 2020).
10. 1 2  (en) Associated Press, « Browns Hall of Famer Dante 'Gluefingers' Lavelli dies at 85. », sur www.webcitation.org, nfl.com, 2009 (consulté le 1er février 2020).
11. ↑  (en) « Dante Lavelli. », sur findagrave.com (consulté le 1er février 2020).
12. ↑  (en) « DANTE LAVELLI STADIUM », sur www.webcitation.org, hudsonexplorers.com (consulté le 1er février 2020).
13. 1 2  « Dante Lavelli Scholarship Fund », sur www.akroncf.org (consulté le 1er février 2020).
14. 1 2 3 4  (en) « Dante Lavelli Stats », sur Pro-Football-Reference.com (consulté le 1er février 2020).

### Ouvrages
1. 1 2 3 4 5  Heaton 2007, p. 172.
2. 1 2 3 4 5 6  Steinberg 1992, p. 93.
3. 1 2 3 4 5 6  Keim 1999, p. 51.
4. 1 2 3  Boyer 2006, p. 33.
5. ↑  Cantor 2008, p. 205–206.
6. 1 2 3 4 5 6  Steinberg 1992, p. 94.
7. ↑  Steinberg 1992, p. 95.
8. 1 2 3 4 5 6  Keim 1999, p. 53.
9. 1 2 3  Piascik 2007, p. 22.
10. 1 2  Piascik 2007, p. 29.
11. ↑  Piascik 2007, p. 45.
12. ↑  Piascik 2007, p. 65.
13. ↑  Piascik 2007, p. 64.
14. ↑  Grossi 2008, p. 14.
15. 1 2  Piascik 2007, p. 82.
16. ↑  Piascik 2007, p. 109.
17. ↑  Piascik 2007, p. 118–119.
18. ↑  Piascik 2007, p. 134.
19. ↑  Piascik 2007, p. 146.
20. ↑  Piascik 2007, p. 141.
21. ↑  Piascik 2007, p. 149.
22. 1 2 3  Heaton 2007, p. 174.
23. ↑  Piascik 2007, p. 145.
24. ↑  Piascik 2007, p. 164.
25. ↑  Piascik 2007, p. 173–176.
26. ↑  Heaton 2007, p. 173.
27. ↑  Piascik 2007, p. 178–181.
28. ↑  Piascik 2007, p. 233.
29. ↑  Piascik 2007, p. 253, 281.
30. ↑  Piascik 2007 2007, p. 235, 284.
31. 1 2 3  Piascik 2007, p. 315.
32. ↑  Piascik 2007, p. 325.
33. ↑  Piascik 2007, p. 316, 319.
34. ↑  Piascik 2007, p. 340.
35. ↑  Piascik 2007, p. 341.
36. ↑  Piascik 2007, p. 366.
37. ↑  Keim 1999, p. 53–54.
38. ↑  Piascik 2007, p. 73.
39. ↑  Keim 1999, p. 54.